# Johann Ferdinand Kager von Globen

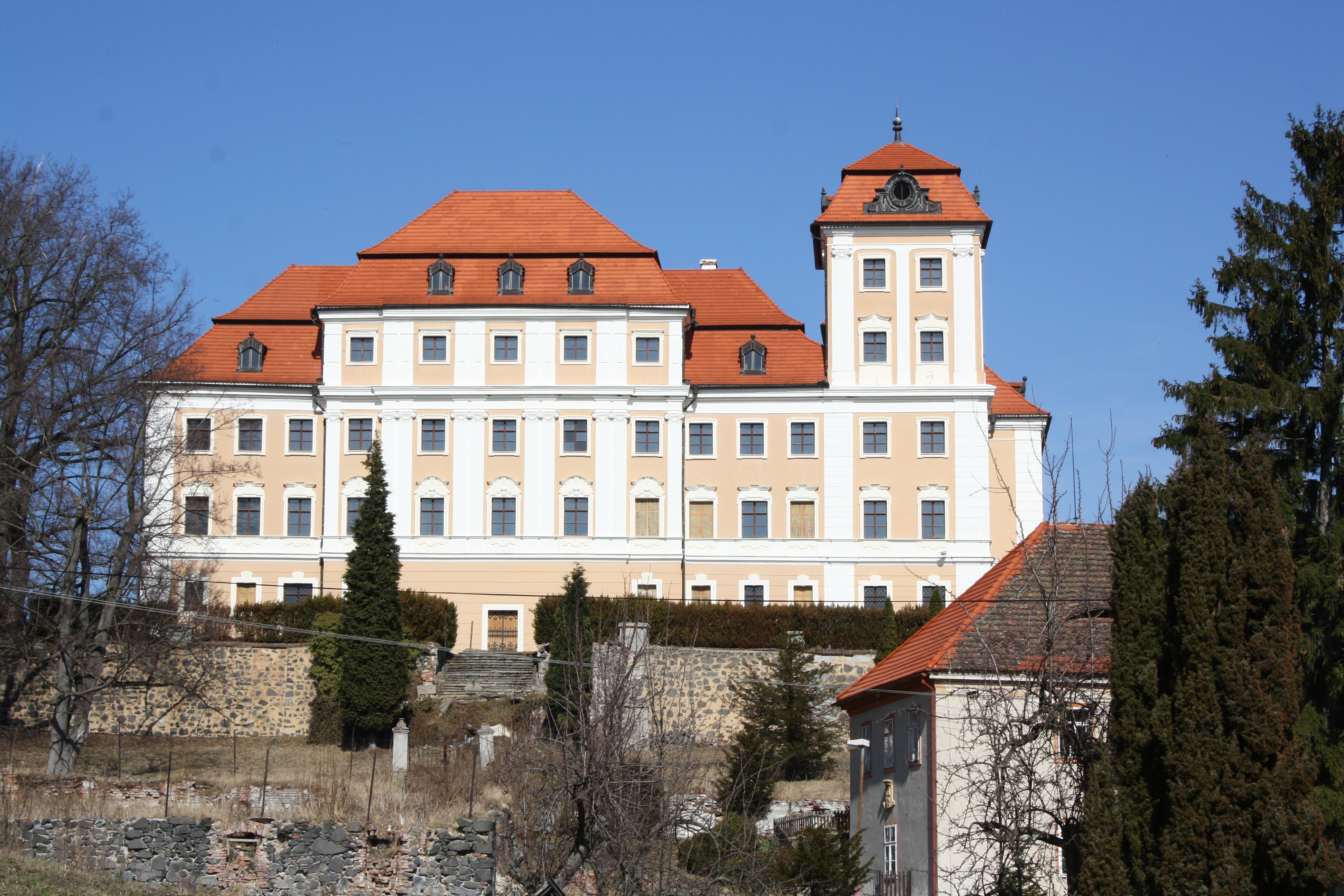
Schloss Waltsch

Johann Ferdinand Kager von Globen († 22. Mai 1745 in Prag) war ein böhmischer Adliger, kurpfälzischer Staatsminister, Oberhofmarschall, Gesandter und k. k. Geheimrat, der in den Grafenstand erhoben wurde. 

## Leben
Er stammte aus dem alten böhmischen Rittergeschlecht Kager von Globen. Sein Vater war Christoph Albrecht von Globen, Sohn des Jobst Christoph von Globen. Am 20. Juni 1705 erhielt er den böhmischen Grafenstand. Johann Ferdinand Kager von Globen wirkte seit 1716 am kurpfälzischen Hof als Oberhofmarschall sowie Geheimrat. Er war Erbherr der Herrschaft Waltsch, Herr von Lessendorf, Altschau, Großen-Bohrau und Grund. Auf Grund seiner Abstammung aus dem Haus Kager erbte er 1720 von Katharina Theresia verwitwete Gräfin von Stampach die Herrschaft Waltsch, ausgenommen Welchau. Am 2. Februar 1718 erhielt er den Hubertusorden. 1721 ernannte ihn der Kaiser zum k. k. Geheimrat. Zuletzt fungierte er 1733 als kurpfälzischer Staatsminister und Gesandter. Am 13. September 1738 machte er sein Testament, welches er in die böhmische Landtafel eintragen ließ. Zu seinem Erben bestimmte er seinen Enkel Karl Joseph August Graf von Limburg-Styrum mit der Verpflichtung zur Führung des Namens Graf von Globen. Mit seinem Tod ist das Geschlecht der Kager von Globen im Mannesstamm erloschen. 

## Auszeichnungen
- Ritter des Hubertusorden, 2. Februar 1718[2]

## Familie
Johann Ferdinand Kager von Globen heiratete Maria Josepha Freiin von Stechow († 7. Juli 1727). Folgende Kinder sind bekannt:
1. Christoph Erdmann Philipp Graf von Globen († 1737), starb ohne Nachkommen
2. Maria Ludovica Gräfin von Globen († 1732); ⚭ Christian Otto Graf von Limpurg-Styrum
3. Maria Theresia Gräfin von Globen (1716–1749); ⚭ Gottfried Julius Graf von Lützow